# Reece Robinson

a Compétitions nationales et continentales officielles uniquement.

b Matchs officiels uniquement.
Dernière mise à jour le 12 mai 2023.
Reece Robinson, né le 13 juin 1987 à Sydney (Australie), est un joueur australien d'origine libanaise de rugby à XIII et de rugby à XV évoluant au poste d'ailier, de centre ou d'arrière dans les années 2000 et 2010. Il fait ses débuts en National Rugby League avec les Broncos de Brisbane lors de la saison 2008. Après une année 2009 à l'échelon inférieur à North Sydney, il renoue avec la NRL avec les Raiders de Canberra avec lesquels il dispute 83 matchs de NRL entre 2010 et 2015. En 2015, il s'engage avec les Eels de Parramatta mais décide en fin d'année 2015 de changer de code et de rejoindre le rugby à XV aux Waratahs. Il revient au XIII en 2018 en signant pour les Roosters de Sydney pour une année et descend d'un échelon en 2019 avec Queanbeyan.
Parallèlement, il dispute la Coupe d'Europe des nations 2009 avec le Liban ainsi que la première édition de la Coupe du monde de rugby à neuf avec le Liban au cours de laquelle il est nommé dans l'équipe de rêve.

## Biographie
Il est nommé dans l'équipe de rêve de l'édition 2019 de la Coupe du monde de rugby à neuf.

## Palmarès
- Individuel :
  - Nommé dans l'équipe de rêve de la Coupe du monde de rugby à neuf : 2019 (Liban).